# Giorgio Zampori
Giorgio Zampori (Milão, 4 de janeiro de 1887 — Breno, 7 de dezembro de 1965) foi um ginasta italiano que competiu em provas de ginástica artística.
Fez parte da equipe italiana que conquistou a medalha de ouro em três edições consecutivas de Jogos Olímpicos: 1912, 1920 e 1924. Zampori ganhou ainda uma medalha de ouro no individual geral nos Jogos de 1920 e um bronze nas barras paralelas em 1924.
Zampori foi um ginasta de destaque no início do século XX. Pela escassez de competições na época, sua primeira medalha individual em Campeonatos Mundiais foi um bronze nas argolas durante a edição de 1909, conquistado aos 22 anos de idade. Na edição seguinte em Turim, conquistou uma medalha de ouro e uma de prata nas barras paralelas e cavalo com alças, respectivamente. Em 1912 participou dos Jogos Olímpicos em Estocolmo, na qual conquistou sua primeira de três medalhas de ouro na competição por equipes. No ano seguinte, durante o Campeonato Mundial de Paris, obteve sua melhor performance com três medalhas de ouro individuais no cavalo com alças, barras paralelas e argolas.
Após a interrupção das competições devido a Primeira Guerra Mundial, Zampori disputou os Jogos Olímpicos de 1920, agora aos 33 anos, nos quais conquistou a medalha de ouro no concurso geral e por equipes. Nos Jogos de 1924 conquistou sua única medalha olímpica, em um aparelho da ginástica: o bronze nas barras paralelas. Assim, o atleta encerrou a carreira com onze medalhas conquistadas entre edições olímpicas e mundiais. Em 7 de junho de 1965, Zampori faleceu, na cidade de Breno, na Itália.